# Wesmaelius transsylvanicus
Wesmaelius transsylvanicus är en insektsart som först beskrevs av Kis 1968.  Wesmaelius transsylvanicus ingår i släktet Wesmaelius och familjen florsländor. Inga underarter finns listade i Catalogue of Life.